# Evangeline (film 1911)
Evangeline è un cortometraggio muto del 1911 sceneggiato, diretto e interpretato da Hobart Bosworth. Il film è l'adattamento cinematografico della poesia Evangeline o Un racconto dell'Acadia (1847) di Henry Wadsworth Longfellow che racconta la tragica storia della grande deportazione degli acadiani avvenuta a metà Settecento dai territori canadesi dell'Acadia.

## Produzione
Il film fu prodotto dalla Selig Polyscope.

## Distribuzione
Distribuito dalla General Film Company, il film - un cortometraggio in una bobina - uscì nelle sale cinematografiche statunitensi il 18 dicembre 1911.

## Altre versioni del poema
- Evangeline con Gene Gauntier (1908)
- Evangeline, regia di Hobart Bosworth (1911)
- Evangeline di William Cavanaugh e Edward P. Sullivan (1914)
- Evangeline di Raoul Walsh con Miriam Cooper (1919)
- Evangelina di Edwin Carewe con Dolores del Río (1929)